# 三重協奏曲 (ベートーヴェン)
ピアノ、ヴァイオリン、チェロと管弦楽のための協奏曲 ハ長調（ピアノ、ヴァイオリン、チェロとかんげんがくのためのきょうそうきょく ハちょうちょう、Konzert für Klavier, Violine, Violoncello und Orchester C-dur ）作品56は、ルートヴィヒ・ヴァン・ベートーヴェンが1803年から1804年にかけて作曲した楽曲。通常は三重協奏曲と略して呼ばれる。

## 概略
ヴァイオリンソナタ第9番『クロイツェル』、ピアノソナタ第21番『ワルトシュタイン』、ピアノソナタ第23番『熱情』、交響曲第3番『英雄』などが書かれた時期の作品である。なお、当時チェロを伴った協奏曲はほとんどなく、ベートーヴェンの師匠であるハイドンが残した第1番、第2番のチェロ協奏曲などが見られるくらいで、ベートーヴェン自身もチェロ単独で独奏楽器とした協奏曲を残していない。本作はベートーヴェンが残した唯一の、チェロを伴った協奏曲である。また、独奏者を3人も必要とすることから、演奏の機会は比較的少ない。
このような特異な協奏曲を作曲した経緯については不明であるが、ピアノのパートが演出面では極めて効果的でありながら技術面では比較的易しく書かれている。一方で、チェロにとっては重音奏法や急速な分散和音や音階などを要求される難曲である。ピアノのパートが易しく書かれている理由は、弟子のアントン・シンドラーの主張によると、ベートーヴェンのパトロンであったルドルフ大公による演奏を想定してのことであるというが、シンドラーは多くの捏造で知られており、この主張の信憑性も低い。
初演は1808年の復活祭以前にライプツィヒで行われ、同年5月にはウィーン初演がイグナーツ・シュパンツィヒのヴァイオリン他によって行われた。出版はそれに先立って1807年に行われた。
独奏楽器群がピアノ三重奏的な役割を果たしているので、通常の協奏曲のようなカデンツァはない。

## 楽器編成
- 独奏ピアノ、独奏ヴァイオリン、独奏チェロ
- フルート、オーボエ2、クラリネット2、ファゴット2、ホルン2、トランペット2、ティンパニ、弦五部

## 楽曲構成
3つの楽章からなり、第2楽章と第3楽章は続けて演奏される。演奏時間は約35分。
第1楽章　アレグロ
ハ長調、4分の4拍子。協奏風ソナタ形式。17-18分。
冒頭のチェロ及びコントラバスによって弱音器で演奏される重厚な旋律が第1主題、そのあとにト長調で第1ヴァイオリンに現れるのが第2主題である。オーケストラ提示部が締めくくられて独奏チェロが第1主題を演奏し、同じように独奏ヴァイオリン、ピアノの順に変奏される。第2主題も独奏チェロが演奏し、独奏ヴァイオリン、ピアノも加わってさらに華やかに進むがイ長調で演奏される。
提示部が終わるとオーケストラで展開部が始まり、主に第1主題の活用によっている。再現部もオーケストラから始まり、提示部と変わらず原調のハ長調で独奏が第1主題、第2主題と演奏し、コーダに入る。最後はテンポを速め、全奏で力強く終わる。
第2楽章　ラルゴ
変イ長調、8分の3拍子。5-6分。
わずか53小節のみの、短い間奏曲風の楽章。独奏チェロが高音域で主題を歌い始めて、木管、独奏ヴァイオリンが引き継ぐ。ひと通り演奏されると管弦楽は沈黙し、切れ目なくそのまま第3楽章に入る。
第3楽章　ロンド・アラ・ポラッカ
ハ長調、4分の3拍子。ロンド形式（A-B-A-C-A-B-コーダ）13-14分。
ロンド・ソナタ形式と捉えることもできる。ベートーヴェンには珍しく明確な速度指定がない。第1楽章同様コーダが第2の展開部の役割を果たしており、演奏に14分を要するので終楽章としてはベートーヴェンの協奏曲中最長である。やはり独奏チェロが高音域で第1主題を提示して始まり、独奏ヴァイオリンも同様に歌われる。その後オーケストラのトゥッティを経て独奏チェロが第2主題を提示する。ロンド主題を再現すると、中間部に入る。ポーランドの民謡であるポロネーズのリズムにのって独奏楽器が動き回る。ロンド主題が再現し、第1主題から第2主題へと型通りに再現されるとコーダに入り、全奏で力強く全曲の幕を閉じる。